# Pointe-Noire (Guadalupe)
Pointe-Noire, llamada en criollo Pwentnwa, es una comuna francesa situada en el departamento de Guadalupe, de la región de Guadalupe. 
El gentilicio francés de sus habitantes es Pointe-Noiriens o Ponti-Néris.

## Situación
La comuna está situada en el costa oeste de la isla guadalupana de Basse-Terre.

## Barrios y/o aldeas
Acomat, Baille-Argent, Beausoleil, Bellevue, Gommier, L'Espérance, Les Plaines, Mahaut, Morne-à-Louis, Morphy, Thomy y Trou-Caverne

## Demografía
| Gráfica de evolución demográfica de Pointe-Noire (Guadalupe) entre 1961 y 2012 |
|                                                                                |

Fuente: Insee

## Comunas limítrofes
| Noroeste: Mar Caribe | Norte: Deshaies | Noreste: Sainte-Rose |
| Oeste: Mar Caribe    |                 | Este: Lamentin       |
| Suroeste Mar Caribe  | Sur: Bouillante | Sureste: Petit-Bourg |